# Università degli studi del Madagascar
L'Università degli Studi di Madagascar è il primo nome del sistema centralizzato universitario pubblico del Madagascar, fondato il 16 dicembre 1955 con la creazione dell'Istituto di Formazione Avanzata della capitale Antananarivo.
Si è rapidamente affermata come il principale centro per l'istruzione superiore nel paese, ed è stata ribattezzata l'Università degli Studi del Madagascar nel 1961. L'università principale ha aperto cinque sedi distaccate a Antsiranana, Fianarantsoa, Toamasina, Toliara, e Mahajanga.
Nel 1988, tutte le sedi distaccate sono diventate indipendenti l'una dall'altra, il nome Università del Madagascar è stato abbandonato a favore di titoli geografici più specifici ad esclusione di quella di Antananarivo che è ancora chiamata Università del Madagascar.
```
                       
collegamenti esterni 
```